# Massimo Pradella
Massimo Pradella (* 5. Dezember 1924 in Ancona; † 23. Oktober 2021 in Rom) war ein italienischer Dirigent.

## Leben
Pradella hatte in seiner Jugend Violinunterricht bei seiner Mutter und Klavierunterricht bei seinem Onkel Giorgio Senigaglia. An der Accademia Nazionale di Santa Cecilia in Rom erhielt er Diplome in den Fächern Klavier (bei Carlo Zecchi), Violine (bei Rémy Principe) und Komposition (bei Goffredo Petrassi).
Nach dem 8. September 1943 schloss er sich der Resistenza an. Er wurde in seiner Wahl auch dadurch bestärkt, weil er aufgrund seiner jüdischen Mutter seit der Verabschiedung der italienischen Rassengesetze 1938 sich zunehmend Anfeindungen ausgesetzt sah.
Nach dem Krieg war er zunächst als Geiger und Komponist aktiv, widmete sich aber dann auf Drängen Bruno Walters dem Dirigieren. Nach seinem Debüt 1954 in Rom unternahm er Konzertreisen durch ganz Europa, Amerika und Asien. Von 1959 bis 1990 war er ständiger Dirigent bei RAI. Sein besonderes Interesse galt der Musik des 20. Jahrhunderts. Er arbeitete mit bekannten Solisten wie Claudio Arrau, Wilhelm Kempff, Leonid Kogan, Pierre Fournier, Salvatore Accardo, Uto Ughi, Maurizio Pollini, Mieczysław Horszowski und John Kirkpatrick zusammen.